# Bárðardalur
Koordinaten: 65° 32′ 0″ N, 17° 28′ 27″ W

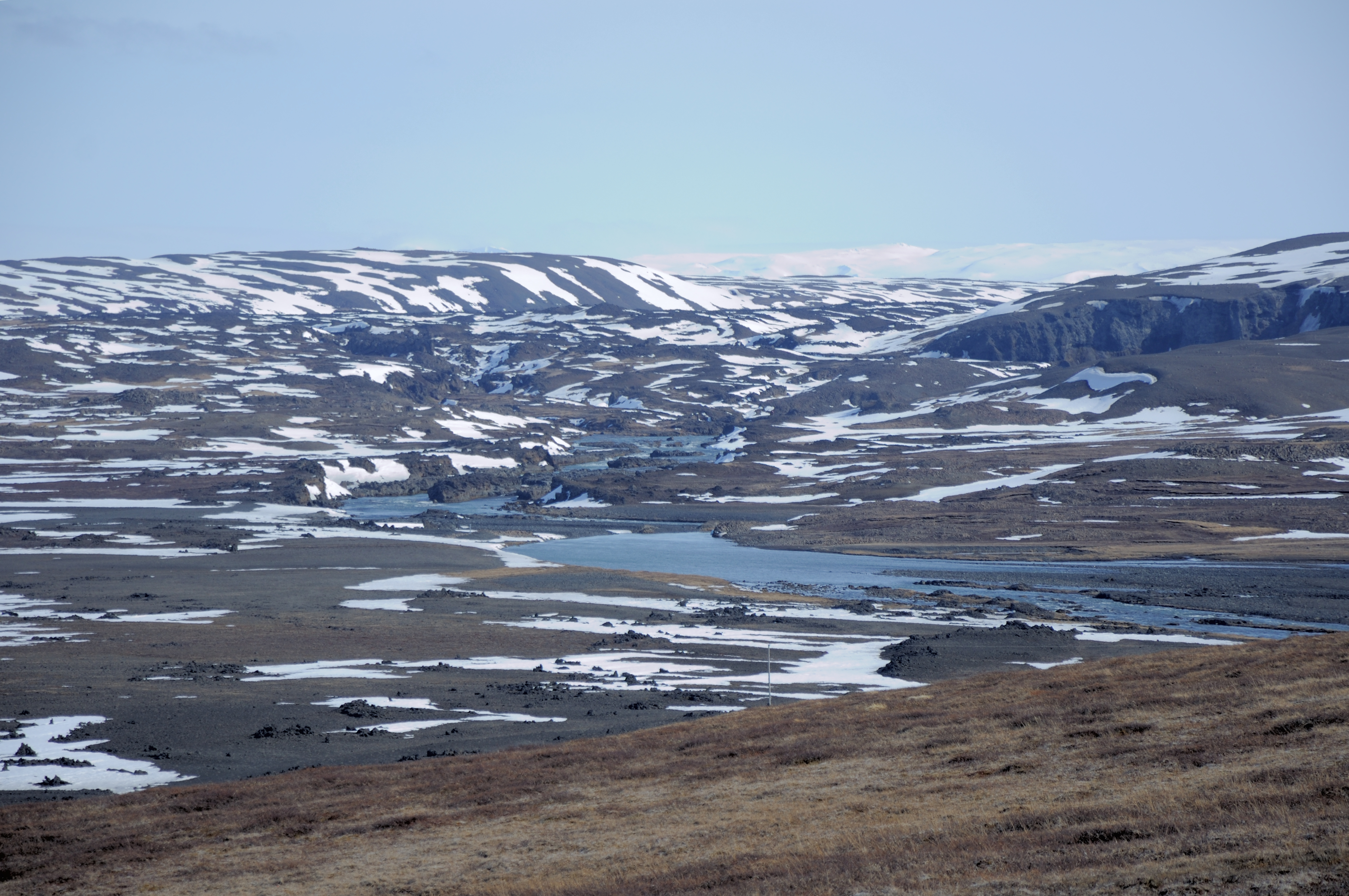
Bárðardalur

Das Bárðardalur ist ein Tal im Norden der Insel Island. Es reicht rund 45 Kilometer weit ins Landesinnere bis an den Sprengisandur. 
Das enge Tal wird von dem Fluss Skjálfandafljót durchströmt, der über einige Wasserfälle wie den Aldeyjarfoss und den Goðafoss stürzt. Entlang beider Seiten des Flusses führt eine Straße bis ins Hochland, auf der linken Seite der Bárðardalsvegur vestri, Straße 842, die dann zum Sprengisandsleið, Straße F26 wird.
Das Bárðardalur hat seinen Namen von dem Landnehmer Bárður Bjarnarson. 